# André Marie Constant Duméril
André Marie Constant Duméril (Amiens, 1 de janeiro de 1774 – Paris, 14 de agosto de 1860) foi um zoólogo francês.

## Biografia
Foi professor de anatomia no Muséum National d'Histoire Naturelle, de 1801 a 1812, altura em que se tornou também professor de Herpetologia e Ictiologia. O seu filho, Auguste Duméril, também foi zoólogo.
André Marie Constant Duméril tornou-se médico muito jovem, aos 19 anos, na escola Médica de Rouen. Em 1800, deixou Paris e colaborou na redação das lições de anatomia comparadas de Georges Cuvier.
Substituiu Cuvier na Escola Central do Panteão de Paris juntamente com o seu colega, Alejandro Brongniart. Em 1801, deu cursos na Escola Médica de Paris. Durante a Restauração, foi eleito membro da Académie des Sciences, tendo sucedido em 1803, Bernard de Lacépède, que estava ocupado pelas suas funções políticas, como professor de Herpetologia e Ictiologia do Museu Nacional de História Natural. Mas Duméril só recebeu oficialmente este posto em 1825, após a morte de Lacépède.
Publicou Zoologie analytique em 1806. Esta obra cobria todo o reino animal e mostrava as relações entre os géneros, mas não entre espécies.
Em 1832, Gabriel Bibron (1806-1848), que se tornou seu ajudante, teve a tarefa de descrever as espécies para uma versão melhorada de Zoologie analytique, enquanto que Nicolaus Michael Oppel (1782-1820) o ajudava com uma revisão da sistemática.
Depois da morte intempestiva de Bibron, Auguste Duméril, filho de André, substituiu-o. Mas a morte de Bibron atrasou, durante dez anos, a publicação do novo trabalho. Em 1851, os dois Dumérils, pai e filho, publicaram Catalogue méthodique de la collection des reptiles'(apesar de o filho, Auguste Duméril, aparente ter sido o verdadeiro autor) e em 1853, André Duméril sozinho, publicou Prodrome de la classification des reptiles ophidiens. Este último livro propõe uma classificação de todas as serpentes, em sete volumes.
Duméril descobriu uma coleção de peixes num anexo da casa de Georges-Louis Leclerc, conde de Buffon, tendo descrito finalmente as espécie que haviam sido colecionadas por Philibert Commerson, quase 70 anos antes.
Publicou um trabalho importante, l’Erpétologie général ou Histoire naturelle complète des reptiles (nove volumes, 1834-1854). Nele descrevem-se 1.393 espécies em detalhe e especifica-se a sua anatomia, fisiologia e bibliografia. Deve notar-se, no entanto, que Duméril manteve os anfíbios entre os répteis apesar dos trabalhos de Alejandro Brongniart, de Pierre André Latreille, ou das descobertas anatómicas de Karl Ernst von Baer (1792-1876) e Johannes Peter Müller (1801-1858).
Teve interesse, durante a sua vida, nos insetos, tendo publicada várias memórias sobre Entomologia. O seu trabalho entomológico principal foi Entomologie analytique (1860, 2 vol.). Com seu filho, Auguste Duméril, criou o primeiro vivarium para répteis do Jardim das Plantas de Paris. Duméril sempre considerou de importância taxonómica, as observações sobre o comportamento animal.
Depois de 1853, começou a ceder a sua posição ao seu filho, tendo-se retirado completamente em 1857. Foi feito comendador da Legião de Honra, dois meses antes da sua morte.